# Хусто, Хуан Баутиста
Хуа́н Баути́ста Ху́сто (исп. Juan Bautista Justo); (28 июня 1865, Буэнос-Айрес, Аргентина — 8 января 1928, Лос Кардалес) — известный аргентинский политический деятель, журналист. 
В 1896 году выступил создателем Социалистической партии Аргентины, которую он возглавлял вплоть до своей кончины. Несмотря на левые политические взгляды, Хуан Хусто отказывался от революционных методов борьбы в пользу тактики реформизма. В 1912, 1916, 1920 гг. избирался депутатом нижней палаты Национального конгресса Аргентины, в 1924—1928 гг. — сенатор от Буэнос-Айреса.
Один из главных теоретических трудов Х. Хусто — «Теория и практика истории» («Teoria у practica de la historia», Buenos Aires, 1909). В 1898 году осуществил первый перевод «Капитала» Маркса на испанский язык. 

## Сочинения
- Teoría científica de la historia (1898),
- Teoria у practica de la historia (1909),
- El socialismo argentino (1910),
- La intransigencia política (1921),
- Socialismo e imperialismo,
- La internacional socialista,
- El programa socialista en el campo.